# رون ويبستر
رون ويبستر (بالإنجليزية: Ron Webster)‏ هو لاعب كرة قدم بريطاني في مركز الدفاع، ولد في 21 يونيو 1943 في بلبر ‏ في المملكة المتحدة. لعب مع ديربي كاونتي.

## وصلات خارجية
- رون ويبستر على موقع قاعدة بيانات كرة القدم.إي يو (الإنجليزية)